# Desmoscolex gladisetosus
Desmoscolex gladisetosus är en rundmaskart som beskrevs av Timm 1970. Desmoscolex gladisetosus ingår i släktet Desmoscolex och familjen Desmoscolecidae. Inga underarter finns listade i Catalogue of Life.